# Her Friend, the Bad Man
Her Friend, the Bad Man è un cortometraggio muto del 1913 prodotto dalla Nestor. Il nome del regista non viene citato nei credit.

## Produzione
Il film fu prodotto dalla Nestor Film Company.

## Distribuzione
Distribuito dall'Universal Film Manufacturing Company, il film (un cortometraggio di una bobina) uscì nelle sale cinematografiche USA il 19 marzo 1913.